# Steven Reid
Steven Reid (London, 1981. március 10. –) angol labdarúgó.

## Pályafutása
London Kingston upon Thames kerületében született, a Richard Challoner School tanulója volt. Pályafutása 17 éves korában indult. Az 1997–1998-as szezonban a Millwall FC színeiben játszott. Hamar felfigyeltek tehetségére, különösen látványos játéka volt a Norwich City FC elleni mérkőzésen, amelyben hozzásegítette a csapatát a 4-0-s győzelemhez. 2003-ban a Blackburn Rovershez igazolt át. 2006-ban Reid góljának köszönhetően nyerte meg a csapat Chelsea FC elleni mérkőzést, így bebiztosítva helyét a 2006–2007-es UEFA-kupában. Sérülés (keresztszalag-szakadás) miatt a 2006–2007-es angol bajnokságban nem játszott. A 2008–2009-es szezont szintén kihagyta térdsérülés miatt. 2009. november 19-én a Queens Park Rangershez került kölcsönjátékosként, megpróbálva helyreállítani pályafutását két év kihagyás után. 2010. március 5-én a West Bromwich Albion szerződtette egy hónapra kölcsönjátékosként. 2010. május 26-án Reid a West Bromwich állandó játékosa lett két évre szóló szerződéssel.